# Moya Llewelyn Davies
Pour les articles homonymes, voir Davies.
Moya Llewelyn Davies, née Mary Elizabeth O'Connor, (25 mars 1881 - 28 septembre 1943) est une militante républicaine irlandaise pendant la guerre d'indépendance irlandaise et une érudite gaélique.

## Enfance
Davies est l'un des cinq enfants du membre du Conseil suprême de la CISR et plus tard député James O'Connor (homme politique). Il est trésorier de l'IRB en 1870 et partie aux discussions sur le Nouveau Départ, une collaboration entre nationalistes des mouvements ouverts et secrets. John O'Connor, son frère, l'oncle de Moya, est un membre éminent du Conseil suprême.
En 1890, alors que le père de Moya est journaliste, la mère de Moya, Mary O'Connor, et quatre de ses sœurs - Annie, Aileen, Kathleen et Norah - sont mortes après avoir mangé des moules contaminées ramassées au bord de la mer près de l'endroit où elles vivaient dans ce qui est devenu connu sous le nom de Tragédie de Seapoint. Moya est gravement malade, mais survit .

## Mariage et enfants
Davies se rend à Londres après une brouille avec sa belle-mère six ans plus tard. Elle trouve du travail comme fonctionnaire et conférencière rémunérée pour le Parti libéral.
En 1910, elle épouse l'avocat Crompton Llewelyn Davies, frère d'Arthur Llewelyn Davies et oncle des garçons qui ont inspiré la création de Peter Pan. Ils ont deux enfants : Richard  et Catherine .
Moya collecte des fonds pour la défense légale de Roger Casement et fait ensuite pression pour que la peine de mort soit commuée. Elle est saluée comme l'une des "amies" dans une lettre de Ruari, Roger Casement, à Margaret Gavan Duffy à la veille de son exécution à la prison de Pentonville, le 3 août 1916.

## Guerre d'indépendance irlandaise
Après l'Insurrection de Pâques, Davies emmène ses deux enfants en Irlande et achète Furry Park, un manoir en ruine près de Dublin. Elle collabore avec Michael Collins pendant la Guerre d'indépendance irlandaise et sa maison à Clontarf devient l'une des nombreuses maisons sûres de Collins alors qu'il dirige la guerre. Davies est arrêtée et emprisonnée en 1920.

## Rumeur de liaisons
Davies déclare plus tard dans sa vie qu'elle et Collins ont été amants, mais l'historien Peter Hart affirme qu'elle était une harceleuse . Il est suggéré que Michael Collins est le père de son fils Richard. L'historienne Meda Ryan nie cela en disant "Des lettres de lui et un appel téléphonique ont confirmé qu'il était né le 24 décembre 1912, avant que sa mère ne rencontre Collins." .

## Travail littéraire
Davies apporte une contribution durable à la littérature irlandaise avec une traduction, avec George Thomson, du livre Muiris Ó Súilleabháin Fiche Bliain faoi Bhláth sous le titre Twenty Years a-Flowering . On pense qu'elle a aidé Collins à écrire son livre The Path to Freedom .
Elle est décédée d'un cancer à Wicklow le 28 septembre 1943.